# Скелетна революція
Скелетна революція — етап у розвитку органічного світу, коли в еволюційно короткий період безліч генетично далеких організмів набули мінеральний скелет. Відбулося це близько 570 мільйонів років тому і за геохронологічною шкалою поклало початок Кембрію.
Скелети з'явились у найпростіших (радіолярій та форамініфер), губок, молюсків, плечоногих, коралів, трилобітів, а також вапняних водоростей.
Це призвело, до того, що в геологічному літописі Землі з'являється велика кількість залишків організмів.
А самим організмам володіння скелетами дозволило рости до великих розмірів і при цьому активно переміщуватися, а в перспективі і визначило їхній вихід на сушу.
Передумовою стало накопичення вільного кисню у воді, що дозволило організмам активно розвиватися, а безпосередньою причиною — вихід зоопланктону на рівень абсолютного хижака.